# Chrysiridia rhipheus
La polilla crepuscular de Madagascar, o simplemente polilla crepuscular, (Chrysiridia rhipheus) es una especie de gran polilla de vuelo diurno de la familia Uraniidae, con una envergadura de siete a nueve centímetros. Se la considera uno de los miembros más bellos e impresionantes del orden Lepidoptera. Famosa en todo el mundo, figura en muchos libros de mesa auxiliar que tratan este orden, y es muy buscada por los coleccionistas. Es muy colorida, pero muchos de estos colores no se forman por pigmentos, sino por fenómenos físicos como la polarización, iridiscencia o refracción de la luz en las escamas de las alas. Por ello, es una especie objeto de numerosos estudios ópticos.
El entomólogo británico Dru Drury la consideró una mariposa, y la describió en 1773 dentro del género Papilio. En 1823, Jakob Hübner la reclasificó en el género de polillas Chrysiridia. Más adelante, otras descripciones dieron lugar a sinónimos varios como Chrysiridia madagascarensis (Lesson, 1831).
Al principio, se creyó que era originaria de China o Bengala, pero luego se descubrió que era endémica de Madagascar. Se encuentra en distintas regiones de la isla en diferentes momentos del año, con máximos poblacionales entre marzo y agosto y mínimos entre octubre y diciembre. Cada año, miles de individuos migran del este al oeste de la isla.
Las hembras ponen aproximadamente ochenta huevos en el reverso de las hojas de euforbiáceas del género Omphalea. Las larvas son blancuzcas y amarillentas con manchas negras, patas rojas y pelos negros. La seda que generan las ayuda a aferrarse a las hojas y a trepar otra vez si caen. Se han especializado en alimentarse únicamente de las cuatro especies del género Omphalea de Madagascar, que son tóxicas, de tal manera que las larvas secuestran las toxinas y las retienen en las etapas pupal y adulta. Tras completar cuatro estadios, forman una crisálida. Este estadio de pupa dura entre diecisiete y veintitrés días.

## Taxonomía
Fue descrita por primera vez por Dru Drury en 1773, basándose en un espécimen propiedad de un marino inglés —el capitán May de Hammersmith, Londres—, y supuestamente traído de China. Por sus similitudes con los miembros de la familia Papilionidae, Drury la llamó Papilio rhipheus. El holotipo estudiado por el entomólogo tenía colocada la cabeza de otra especie, probablemente de una mariposa, cuyas antenas eran finas y filamentosas; este rasgo es frecuentemente usado para diferenciar polillas de mariposas. Una vez reconocida la imprecisión del científico, la polilla se reclasificó en el género Urania, hasta que en 1823 el entomólogo alemán Jakob Hübner la clasificó en un nuevo género, Chrysiridia. Posteriormente se la describió bajo otros nombres. Debido a que Drury había afirmado que poseía antenas filamentosas y que carecía de cola, William Swainson pensó que éste y el espécimen descrito por Pieter Cramer eran dos especies diferentes, y en 1833 nombró a la supuesta mariposa Rhipheus dasycephalus, y a la polilla Leilus orientalis. Otros sinónimos incluyen nombres como Urania cameri por Maasen en 1879, y U. rhipheus var. madagascarenis por Lesson en 1831.
El género Chrysiridia es enteramente africano e incluye únicamente a otra especie, C. croesus. Es también uno de los tres géneros diurnos dentro de la subfamilia Uraniinae, junto con Urania y Alcides. Este último se alimenta de plantas de los géneros Endospermum y Omphalea, mientras que los otros dos, solo de este último.

## Descripción
C. rhipheus posee una envergadura de siete a nueve centímetros y, a veces, hasta once. Los individuos de las tierras altas (900 a 1080 m), con un promedio de 7 cm, son menores que las de menor altitud (600 m), con una media de 9 cm. Como muchas otras dentro de Uraniinae, la especie se asemeja a la familia Papilionidae, especialmente por sus colas y el colorido de sus alas, por lo que puede ser fácilmente confundida con una mariposa.
La polilla es de fondo negro y presenta marcas de color azul, verde y rojo iridiscente. Posee tonos blancuzcos en las zonas marginales de las alas. También tienen seis colas, frecuentemente perdidas o dañadas durante su vida. Las variaciones en el patrón de las alas son comunes y los individuos suelen ser parcialmente asimétricos, siendo uno de los factores que lo causa el brusco cambio de temperatura durante la fase de crisálida.

Reverso y anverso de Chrysiridia rhipheus.

### Microestructura de las alas
A diferencia de muchas otras polillas, los colores de las alas de C. rhipheus no provienen de pigmentos, sino que se originan por la dispersión coherente y la interferencia de la luz en las escamas en forma de cinta que cubren las alas:
- Una cutícula de muchas capas en las escamas produce interferencias ópticas. Cada escama contiene capas de cutícula con lugares de mayor acumulación de esta localizados de forma arbitraria que dejan un espacio de aire entre sí. Este espacio libre es más estrecho que la longitud de onda de la luz visible. Esta estructura abarca desde una capa en el extremo proximal de cada escama hasta casi seis capas en su punto distal. Esto hace que se reflejen fuertemente ciertas longitudes de onda, determinada por el espesor de las capas y el ángulo en que la luz incide sobre la escama.[8]

- Las escamas son curvas, lo que genera reflejos entre ellas. Este mecanismo es inusual entre los lepidópteros. La parte proximal de cada escama es casi plana; luego se curva y se dobla cerca del punto distal, cubriendo la parte proximal de las escamas siguientes. Debido a esta disposición, las escamas adyacentes poseen surcos entre sí, lo que permite a la luz impactar sobre una, reflejarse en un ángulo de 90°, impactar sobre la siguiente y ser reflejada desde el ala. Ya que el ángulo de reflexión dista mucho del normal, el efecto de interferencia favorece el reflejo de diferentes colores que se ven cuando la luz impacta cerca de la parte curva de la escama.[8]

Debido a que las capas de cutícula están organizadas en grupos, con una curva cilíndrica, este segundo tipo de reflejo depende de la polarización de la luz incidente. Muchos insectos pueden detectar la polarización de la luz, por lo que se propuso que esta característica pueda ser utilizada como señal visual entre individuos.
Todas estas características físicas hacen de esta especie, y de las del género Urania, objeto frecuente de estudio en óptica.

## Hábitat y distribución

Distribución de las poblaciones de Omphalea en Madagascar

Según las descripciones de Drury, el espécimen que obtuvo en Hammersmith provenía de la China, y más tarde el entomólogo holandés Pieter Cramer creyó que esta especie provenía de Chandernagor, Bengala, dando lugar a su nombre en francés, page de Chadernagor. Actualmente se sabe que C. rhipheus es endémica de Madagascar. Se encuentran prácticamente en toda la isla, excepto en el sudoeste y en el extremo subdesértico de Androy, donde el género de plantas Omphalea, del que se alimentan, está ausente.
Cada estación, miles de polillas adultas migran entre las distintas poblaciones de esta planta que se encuentran geográficamente aisladas y distantes en la isla. Migran desde el área protegida de los bosques caducifolios del oeste donde se encuentran las especies O. ankaranensis, O. occidentalis y O. palmata,  hacia la selva del este, donde medra O. oppositifolia, cuyas poblaciones se encuentran dispersas, fuertemente segregadas y amenazadas por la deforestación. Esta planta es de vital importancia para la supervivencia de la polilla, ya que es la única perenne del género. La polilla de Jamaica, Urania sloanus, de la misma subfamilia, se extinguió muy probablemente tras la desaparición de una de sus plantas hospedadoras.
Las polillas migran en respuesta a cambios fisiológicos en sus plantas hospedadoras. Las larvas defolian toda la planta e incluso comen las flores y frutos. Esto tiene un impacto considerablemente negativo en la reproducción de la especie vegetal. Probablemente, las plantas reaccionan cambiando sus concentraciones de nutrientes y compuestos secundarios, volviéndose tóxicas y causando un aumento de la tasa de mortalidad de las larvas. Las poblaciones de Omphalea que no son dañadas por las polillas por largos períodos tienen una toxicidad menor. Cuando esto ocurre se produce un incremento masivo de las poblaciones de C. rhipheus, seguido de disminuciones repentinas. Estos cuellos de botella son el resultado de la alta mortalidad de las larvas, pero también de la migración de las polillas adultas. Además, las plantas atraen parásitos himenópteros como protección a través de sustancias químicas, cumpliendo un papel regulador en la dinámica poblacional de la polilla.

### Plantas hospedadoras
Al igual que C. croesus y especies del género Urania, C. rhipheus es una polilla de hábitos especialistas, cuyas orugas se alimentan estrictamente del género tropical Omphalea (Euphorbiaceae). Cuatro especies del género habitan en Madagascar, las cuatro endémicas de la isla:
- O. ankarensis, un arbusto que crece en el suelo de piedra caliza del karst del norte.
- O. palmata, un arbusto de selva tropófila muy emparentado con la especie anterior, pero originario del oeste de la isla.
- O. occidentalis, otro arbusto de selva tropófila, localizado en la misma región.
- O. oppositifolia, un árbol de la costa este de la selva de Madagascar.[24]

Omphalea, como muchos otros miembros de la familia Euphorbiaceae, posee nectarios extraflorales que atraen avispas polistinas, que son predadoras de las orugas de la polilla. Estos nectarios también atraen hormigas que suelen proteger a la planta, alimentándose de su néctar y de los insectos que la comen. Sin embargo ignoran las larvas de C. rhipheus, haciendo suponer que la especie posee algún disuasorio químico como defensa primordial. Esta defensa proviene de las propias plantas hospedadoras, de forma que tanto la oruga, la pupa como el imago de ambas especies de Chrysiridia secuestran y posteriormente excretan alcaloides de polihidroxilado.

## Hábitos
A diferencia de muchas polillas, este insecto vuela de día y sus colores brillantes alertan a sus predadores sobre su alta toxicidad, una estrategia observada también en otras polillas diurnas. Otro hábito que C. rhipheus tiene en común con algunas mariposas es su postura de descanso nocturno —con las alas cerradas en vertical—. Durante las migraciones, pasan la noche durmiendo en grupo. La polilla vuela alrededor de las copas de los árboles y en claros. Debido al fuerte viento a veces es elevada cerca de 100 metros; cuando esto ocurre, se deja caer al suelo inerte y con las alas cerradas.

### Ciclo de vida

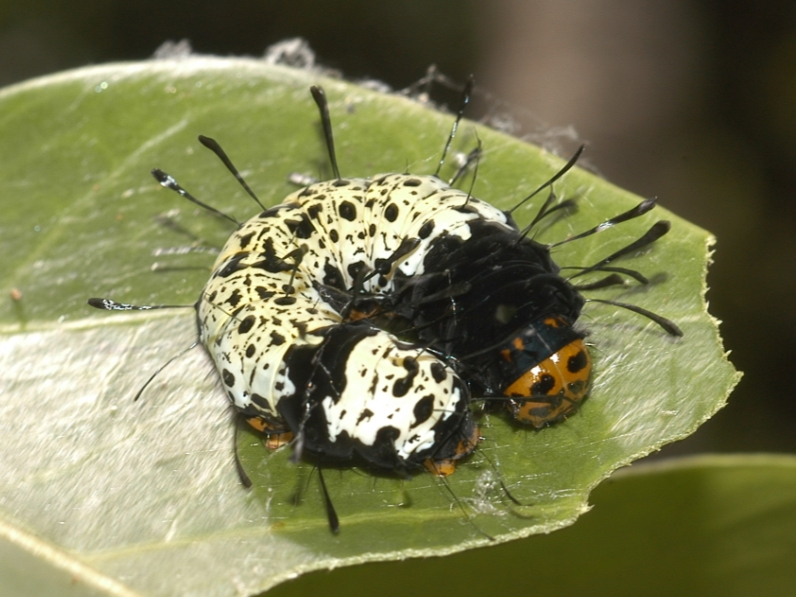
Oruga de C. rhipheus en su último estadio

Es una especie polivoltina, diversas generaciones de polillas se suceden todo el año. El pico máximo de población es observable desde marzo a agosto, mientras que el punto mínimo abarca desde octubre a diciembre. Las hembras ponen sus huevos hacia la tarde o anochecer y localizan potenciales sitios adecuados para la ovoposición visualmente. Como los huevos de otras Uraniidae, los de la polilla crepuscular son ovalados y presentan nervaduras prominentes. Un solo huevo pesa cerca de un miligramo y posee generalmente 17 nervaduras, aunque a veces poseen 16 o 18. Generalmente son puestos en el reverso de las hojas de Omphalea, ocasionalmente en la parte superior, y en grupos de 60 a 110, siendo la medida de 80.
Luego de salir del huevo, las pequeñas larvas solo comen el tejido existente entre las venas de las hojas (parénquima), para evitar el látex tóxico y pegajoso que circula por sus conductos y producido por los laticíferos de la planta. Tras tres o cuatro días, las orugas también comen flores, frutos, sarmientos, peciolos y tallos jóvenes sin por eso dejar de alimentarse de las hojas, defoliando enteramente la planta. Se alimentan particularmente de las glándulas debajo de las hojas, cerca de los peciolos. En este momento, tienen defensas químicas suficientes para enfrentar el látex, sin que coagule en su aparato bucal. Mientras caminan, las larvas excretan seda con su aparato bucal con un movimiento de su cabeza que describe un ocho, lo que evita que se caigan de las hojas y permite su retorno si esto sucede. A pesar de todo, las fuertes lluvias pueden arrojarlas al suelo. Existen cuatro estadios larvarios que duran dos meses en la estación cálida y de dos y medio a tres en la fría. La larva es blancuzca y amarillenta con manchas negras y patas rojas y está cubierta de pelos negros. Como todos los lepidópteros, posee cinco pares de apéndices ambulatorios en los segmentos tres a seis y en el décimo y seis patas auténticas en el tórax.
En la estación cálida, y tras completar las cuatro etapas de oruga en las que incrementa su tamaño, la larva teje en unas 10 horas una crisálida que consiste en una retícula de seda irregular y de amplia luz de malla. Se localiza o bien en la copa de un árbol o entre dos hojas de su planta hospedadora, pero más frecuentemente cerca del suelo, entre el musgo y la corteza.
La metamorfosis varía según la estación en que se desarrolle. Así, se prolonga durante 17 días en noviembre, el mes más cálido, y 23 en julio, el más frío. Cinco a seis días antes de que eclosione, se comienza a ver el diseño de las alas. La polilla suele emerger durante la noche o cuando hay poca luz, rompiendo la crisálida desde su parte superior, proceso que dura unos seis minutos. Una vez fuera de su exuvia (el exoesqueleto de la crisálida), la polilla busca una superficie horizontal en la que se sostiene por las cuatro patas anteriores. Extiende las alas en diez minutos, enviando hemolinfa por las venas alares. Después aletea durante unos segundos, espera 45 minutos para asentarse y luego realiza de nuevo este ejercicio. Finalmente, emprende vuelo entre una hora y media y dos horas más tarde.

### Fuentes de néctar

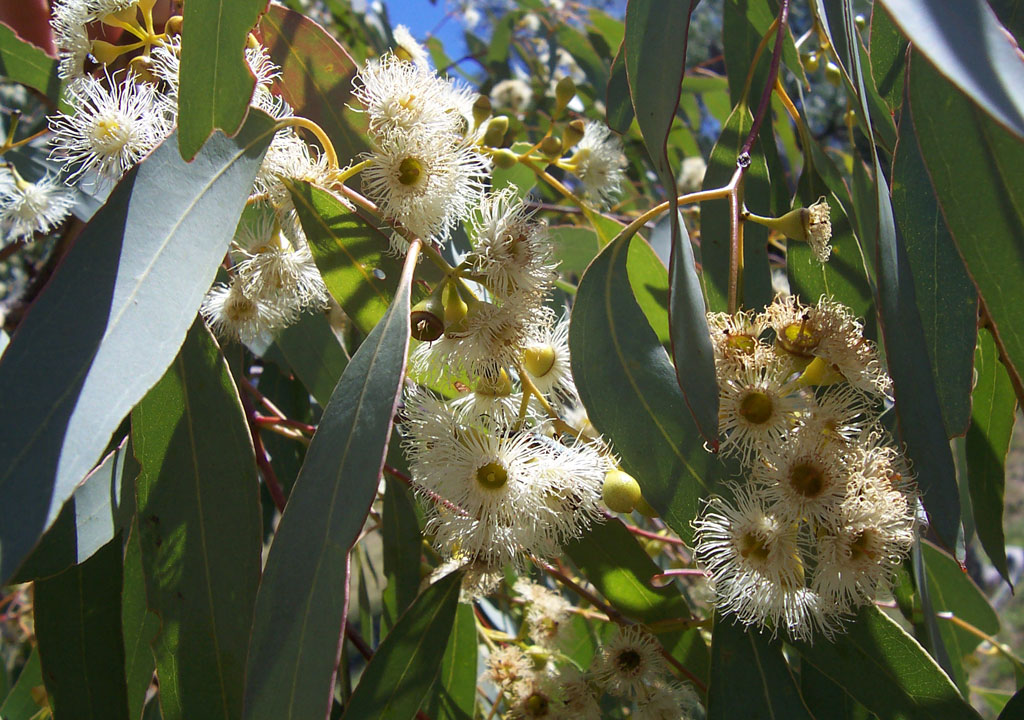
Inflorescencia de Eucalyptus melliodora
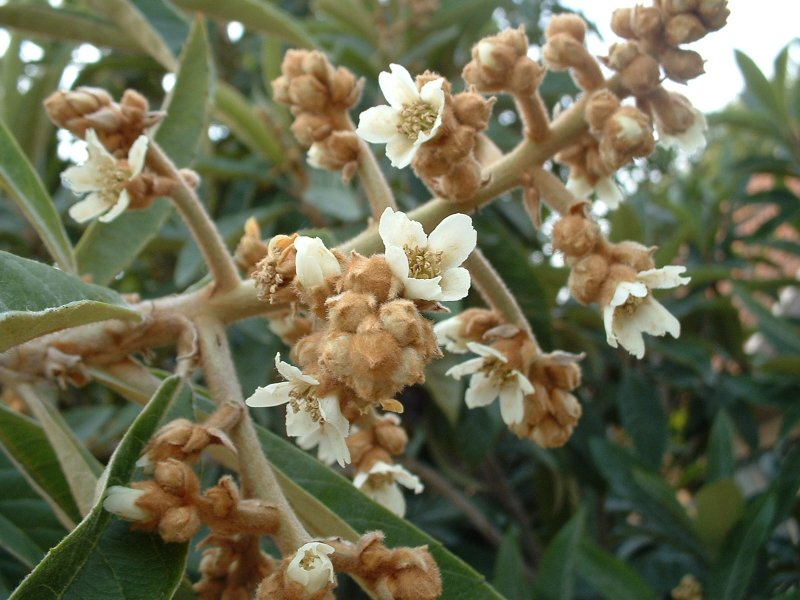
Inflorescencia de Eriobotrya japonica
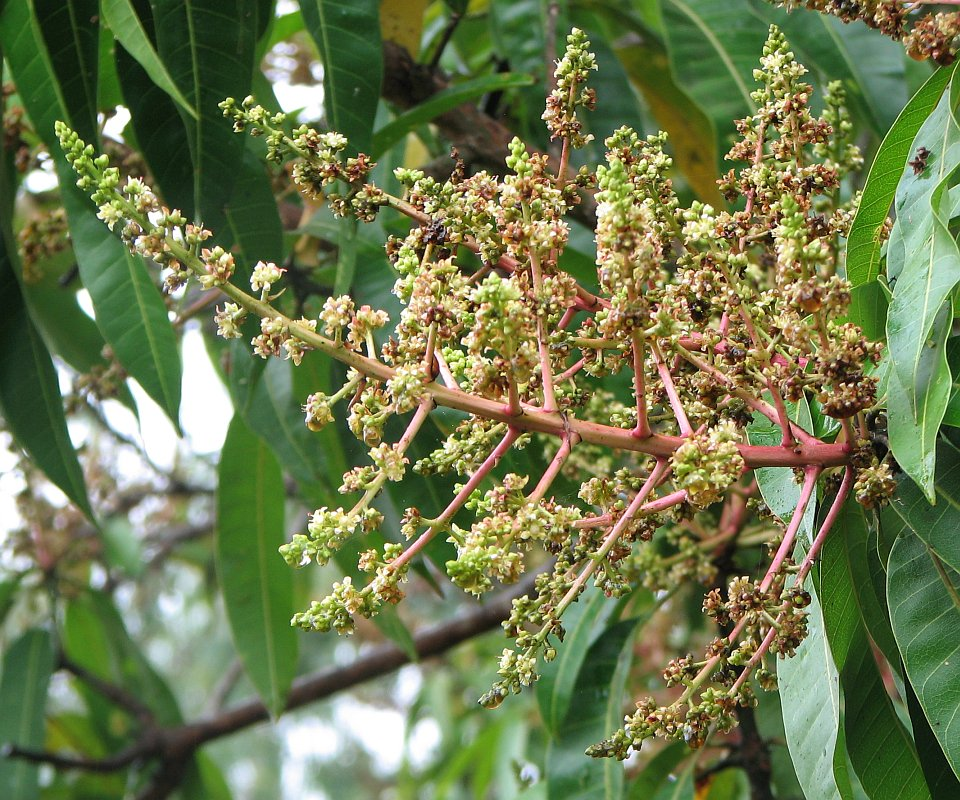
Inflorescencia de mango (Mangifera)
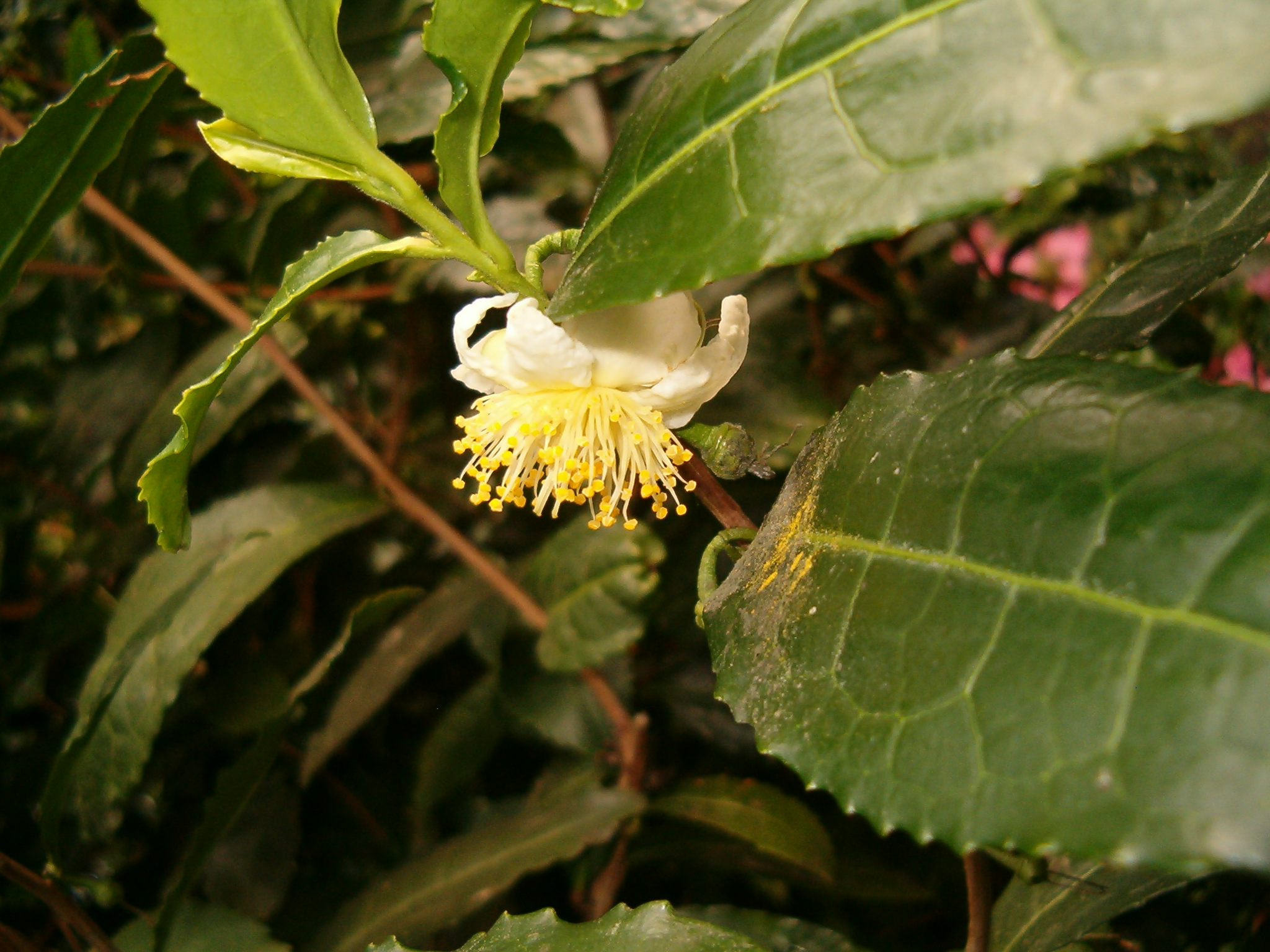
Flor de la planta de té (Camellia sinensis)

## En la cultura popular

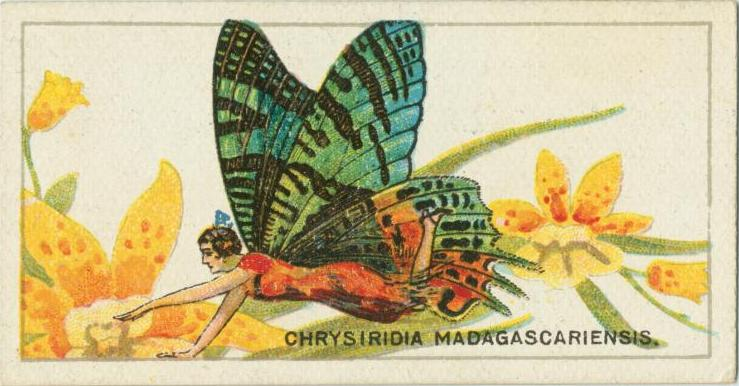
Una tarjeta de cigarrillos donde se ve representada la imagen de un hada Chrysiridia madagascarensis.